# Костёл Всех Святых (Луоке)
Костёл Всех Святых в Луоке (Luokės Visų Šventųjų bažnyčia — римско-католический приходской храм Тельшяйского деканата в местечке Луоке Тельшяйского самоуправления.
Ансамбль, включающий здания костёла, колокольни и ограда прилегающей территории с воротами, является охраняемым государством объектом культурного наследия; код в Регистре культурных ценностей Литовской Республики 26963; код самого храма — 1678 (включённого в Регистр ещё в 1992 году), колокольни — 26964. Располагается на холме. Официальный адрес: Луоке, ул. Тельшю 5 (Telšių g. 5).

## История
Первое упоминание местечка Луоке в исторических источниках связано с крещением Жямайтии. По приказу князя Витовта Великого в Жямайтии было построено восемь храмов, один из которых появился и в Луоке.
В 1413 году жямайты приняли крещение. Вскоре, предположительно, в 1416 году, был построен храм в Луоке. Первый епископ Жямайтийской епархии жил именно в Луоке. По данным исторических источников, храм несколько раз (во второй половине XVI веке и в 1774 году) восстанавливался. И хотя точные причины и даты остаются неизвестными, зафиксировано, что каждый раз с помощью жямайтийских епископов, в подчинении которых находился костёл, и прихожан, сооружение удавалось восстановить.
В XIX веке Луокеский приход был одним из самых богатых в Жямайтии, в нём насчитывалось почти 8 тыс. прихожан. В начале века костёл ещё раз ремонтировался, была возведена новая деревянная часовня. 12 июня 1863 году ксендз Юстинас Сесицкис прочитал в костеле воззвание повстанцев на литовском языке и был сослан за это в Сибирь.
Несмотря на то, что на протяжении шести веков костёл неоднократно перестраивался и ремонтировался, он до сих пор сохраняет формы народной архитектуры.

## Архитектура
Храм построен народными мастерами. Здание форм народной архитектуры, деревянное, приземистое, массивных пропорций. Однонефный храм, в плане латинского креста, с башенкой. Вытянутой осью здание ориентировано в направлении восток — запад. Главный фасад ориентирован на запад, трёхстенная апсида — на восток. В фасадах здания преобладают крупные плоскости стен с большими окнами. Окна ризницы квадратной формы, меньшего размера.
Единое пространство нефа и пресвитерия внутри храма от боковых капелл отделены широкими сегментными арками. На стенах и сводах орнаментальная народная роспись. Интерьер отделан в духе народного барокко, с колоннами дорического ордера, органом и кафедрой.